# Knudåge Riisager
Knudåge Riisager (ur. 6 marca 1897 w Kundzie, zm. 26 grudnia 1974 w Kopenhadze) – duński kompozytor.

## Życiorys
Urodził się na terenie dzisiejszej Estonii w rodzinie duńskiego inżyniera. Uczył się w Kopenhadze u Otto Mallinga i Pedera Grama (kompozycja) oraz Pedera Møllera (skrzypce). Studiował nauki polityczne na Uniwersytecie Kopenhaskim (1916–1921). Od 1921 do 1923 roku przebywał w Paryżu, gdzie był uczniem Alberta Roussela i Paula Le Flema. Był także uczniem Hermanna Grabnera w Lipsku (1932). W latach 1926–1950 był pracownikiem duńskiego ministerstwa finansów. Był prezesem stowarzyszenia kompozytorów duńskich (1937–1962), prezesem Nordyckiej Rady Kompozytorów (1950–1962) i prezesem Society of European Conservatory Directors (1963–1966). Od 1956 do 1967 roku był rektorem Królewskiego Duńskiego Konserwatorium Muzycznego.
Komandor 1 Klasy Orderu Danebroga (1966). Odznaczony został ponadto Legią Honorową, Krzyżem Zasługi 1 Klasy Orderu Zasługi Republiki Federalnej Niemiec oraz brazylijskim Orderem Krzyża Południa.
Podczas pobytu w Paryżu zetknął się z twórczością grupy Les Six i Igora Strawinskiego. Komponował w stylu neoklasycznym. Opublikował zbiór esejów Det usynlige mønster (Kopenhaga 1957) i wspomnienia Det et sjovt at vaere lille (Kopenhaga 1967).

## Ważniejsze kompozycje
(na podstawie materiałów źródłowych)

### Utwory orkiestrowe
- 5 symfonii (I 1925, II 1927, III 1935, IV „Sinfonia gaia” 1940, V „Sinfonia serena” na orkiestrę smyczkową i kotły 1950)
- uwertury Erasmus Montanus (1920), Introduzione di traverso (1925), Fastelavn (1929), Primavera (1934), Burlesk ouverture (1964)
- Suite dionysiaque na orkiestrę kameralną (1924)
- T-DOXC (1926)
- Klods Hans (1929)
- Suita na małą orkiestrę (1931)
- Koncert na orkiestrę (1931)
- Slaraffenland (1936)
- Sinfonia concertante na smyczki (1937)
- Partita (1937)
- Basta (1938)
- Quarrtsiluni (1938)
- Torgutisk dans (1939)
- Tivoli-Tivoli! (1943)
- Sommer-Rhapsodi (1943)
- Bellman-variationer (1945)
- Sinfonietta (1947)
- Chaconne (1948)
- Archaeopteryx (1949)
- Toccata (1952)
- Pro fistulis et fidibus na instrumenty dęte drewniane i smyczki (1952)
- Rondo giocoso na skrzypce i orkiestrę (1957)
- Entrada-Epilogo (1971)
- Bourrée (1972)
- Trittico na instrumenty dęte, kontrabas i perkusję (1972)
- Apollon (1973)

### Utwory kameralne
- 2 sonaty skrzypcowe (1917, 1923)
- Sonata na skrzypce i altówkę (1919)
- Wariacje na klarnet, altówkę i fagot (1923)
- Sonata na flet, skrzypce, klarnet i wiolonczelę (1927)
- Conversazione na obój, klarnet i fagot (1932)
- Concertino na trąbkę i orkiestrę smyczkową (1933)
- Serenada na flet, skrzypce i wiolonczelę (1936)
- Kwartet na flet, obój, klarnet i fagot (1941)
- Koncert skrzypcowy (1951)
- 6 kwartetów smyczkowych (I 1918, II 1920, III 1922, IV 1926, V 1932, VI 1943)
- Kwintet dęty (1921)
- Sinfonietta na 8 instrumentów dętych (1924)
- Divertimento na kwartet smyczkowy i kwintet dęty (1925)
- Divertimento na flet, obój, róg i fagot (1944)
- Sonatina na trio fortepianowe (1951)
- Sonata na 2 skrzypiec (1951)
- Trio smyczkowe (1955)

### Utwory fortepianowe
- 4 épigrammes (1921)
- Sonata (1931)
- 2 morceaux (1933)
- Sonatina (1950)
- 4 Brneklaverstykker (1964)

### Utwory chóralne
- Dansk salme na chór i orkiestrę (1942)
- Sang til Solen na mezzosopran, baryton, chór i orkiestrę (1947)
- Canto dell’infinito na chór i orkiestrę (1964)
- Stabat Mater na chór i orkiestrę (1966)

### Opera
- Susanna (1950)

### Balety
- Cocktails-party (1929)
- Benzin (1930)
- Slaraffenland (1942)
- Quarttsiluni (1942)
- Tolv med posten (1942)
- Fugl Fønix (1946)
- Étude (1948)
- Månerenen (1957)
- Fruen fra havet (1960)
- Galla-variationer (1967)
- Svinedrengen (1969)